# (32061) 2000 JK48
2000 JK48 (asteroide 32061) é um asteroide da cintura principal. Possui uma excentricidade de 0.18047020 e uma inclinação de 10.49323º.
Este asteroide foi descoberto no dia 9 de maio de 2000 por LINEAR em Socorro.